# Kamghe Gaba
Kamghe Gaba (né le 13 janvier 1984 à Friedberg) est un athlète allemand, spécialiste du sprint. Il mesure 2,01 m pour 94 kg et son club est le LG Eintracht Frankfurt. Son père est Tchadien et sa mère Allemande.

## Biographie

### Palmarès
| Date | Compétition                       | Lieu      | Résultat | Épreuve   | Performance   |
| ---- | --------------------------------- | --------- | -------- | --------- | ------------- |
| 2003 | Championnats d'Europe juniors     | Tampere   | 2e       | 400 m     | 46 s 63       |
| 2003 | Championnats d'Europe juniors     | Tampere   | 1er      | 4 x 400 m | 3 min 08 s 31 |
| 2004 | Jeux olympiques                   | Athènes   | 7e       | 4 x 400 m | 3 min 02 s 22 |
| 2005 | Championnats d'Europe espoirs     | Erfurt    | 2e       | 400 m     | 47 s 07       |
| 2005 | Championnats d'Europe espoirs     | Erfurt    | 5e       | 4 x 400 m | 3 min 05 s 35 |
| 2006 | Championnats d'Europe             | Göteborg  | 4e       | 4 x 400 m | 3 min 02 s 83 |
| 2010 | Championnats d'Europe             | Barcelone | 4e       | 4 x 400 m | 3 min 02 s 65 |
| 2012 | Championnats d'Europe             | Helsinki  | 3e       | 4 x 400 m | 3 min 01 s 77 |
| 2014 | Championnats d'Europe par équipes | Brunswick | 3e       | 4 x 400 m | 3 min 03 s 18 |

## Records
- 60 m   en salle :	6 s 87 	 	 1er		Frankfurt-Kalbach le 7 janvier 2007
- 200 m : 	20 s 88 	-0,2 	 		Wiesbaden	le 17 septembre 2008
- 400 m :	45 s 47 	1 	NC	Ulm	le 16 juillet 2006
- Hauteur : 	2,05 m 	 	  	 		Berlin	le 31 août 2002